# Fredrika Börjesson
Fredrika Gustava Börjesson, född Fock den 19 december 1798 i Finland, död 7 maj 1854 i Veckholm, Uppsala län, var en svensk tonsättare.

## Biografi
Fredrika Börjesson föddes 1798 i Finland. Hon var dotter till landshövdingen Berndt Wilhelm Fock. Hon gifte sig 18 april 1823 i Klara församling i Stockholm med hovpredikanten Johan Börjesson; de vigdes av biskopen Johan Wingård. Johan Börjesson blev omkring 1830 kyrkoherde i Veckholms församling och familjen flyttade till prästgården i församlingen. Fredrika Börjesson avled av lungsot den 7 juni 1854 i Veckholm och begravdes 13 juni samma år.
Börjesson var tonsättare.

### Familj
Fock och Börjesson fick tillsammans barnen Johan Bernhard Gottfried (född 1826), Agnes Börjesson (1827–1900), Hugo Wilhelm Maximilian (1829–1829), Didrik Herman Arthur (född 1830), Amanda Helena (1832–1850), Johanna Cecilia (1837–1837) och Nanna Börjesson (1838–1872).

## Verk

### Sång och piano
- Musikaliska stunder vid pianot 1:a häftet. Utgiven 1846 av Abraham Hirsch, Stockholm.[17]

1. Blott Dig.
2. Vårsuck.
3. Romance.
4. Jungfrun i det gröna. Text av Euphrosyne.
5. Romance.
6. Skördesång. Text av Per Daniel Amadeus Atterbom.
7. Blomsterjungfrun Text av Carl von Zeipel.
8. Romance.
9. Florios sång. Text av Per Daniel Amadeus Atterbom.

- Musikaliska stunder vid pianot 2:a häftet. Utgiven 1848 av Abraham Hirsch, Stockholm.[18]

1. På hafvet. Text av Arvid August Afzelius.
2. Glädjen. Text av Per Daniel Amadeus Atterbom.
3. Det går an. Text av Johan Nybom.
4. Wagg-sång.
5. Lilla Nannas sång.
6. Till Amanda.